# Haaniella grayii
Haaniella grayii är en insektsart som först beskrevs av John Obadiah Westwood 1859.  Haaniella grayii ingår i släktet Haaniella och familjen Heteropterygidae. Inga underarter finns listade i Catalogue of Life.